# Manuel Calvente
Manuel Calvente Gorbas (Huétor Vega, Granada, 14 de agosto de 1976) es un ciclista español.
Hizo su debut como profesional en el año 2002 con el equipo Team CSC.

## Palmarés
2008
- Vuelta a La Rioja

## Equipos
- Team CSC (2002-2005)
- Agritubel (2006-2007)
- Contentpolis-Murcia (2008)
- Andalucía-Cajasur (2009-2010)

- Datos: Q1357400